# 日本ウェルネススポーツ専門学校
日本ウェルネススポーツ専門学校（にほんウェルネススポーツせんもんがっこう）は、東京都練馬区にある私立の専門学校。運営母体は、学校法人タイケン学園。

## 概要
兄弟校である日本ウェルネススポーツ大学との教員・カリキュラムの連携体制がある。
スポーツトレーナー、スポーツ指導者、保育士、幼稚園教諭の養成の他、多数の運動部が国内外の大会で活躍を見せている。また、運動部は各専門学校大会では多数の連覇・連勝記録を持つなど突出した実績を残している。
産業界、自治体との連携が深く、学生の就職先はスポーツ業界に限らず多岐にわたる。2019年から、各運動部は大学連盟に移籍し、大学選手権、大学リーグ戦に参戦している。

## 科目
- 健康スポーツ科（2年）＊職業実践専門課程
  - 競技スポーツ専攻（硬式野球、サッカー、陸上競技、バレーボール、バスケットボール、バドミントン、卓球）
  - インストラクター専攻
  - スポーツビジネス専攻
- スポーツトレーナー科（2年）＊職業実践専門課程
  - スポーツトレーナー専攻
  - パーソナルトレーナー専攻
- 健康コミュニケーション科（2年）＊職業実践専門課程
  - チャイルドスポーツ専攻
  - コミュニケーション専攻
- ウェルネスIT科（2年）＊商業実務専門課程
  - WEBデザイン専攻
  - 情報処理デザイン専攻

## 沿革
- 1998年　開校。
- 2004年　兄弟校として新潟校が開校。
- 2005年　兄弟校として広島校が開校。
- 2007年　兄弟校として北九州校が開校。
- 2012年　兄弟校として日本ウェルネススポーツ大学が開学。
- 2015年　嵐山総合グランドが竣工。

## 部活動
- 硬式野球
  - 全国専門学校選手権　3連覇
  - JABA（日本野球連盟）足利市長杯　準優勝2回
  - JABA（日本野球連盟）富山大会　準優勝
  - 2024年　東京新大学野球連盟加盟　24連勝で4部から2部へ昇格
- 軟式野球
  - 全国専門学校選手権　優勝1回
- 陸上競技
  - 五輪出場　2回
  - 世界選手権出場　3回
  - 日本選手権　入賞多数（走高跳、400MH、400Mリレー、1600M リレー他）
  - 全国専門学校対抗大会　男子総合15連覇、女子総合12連覇
  - 全日本実業団選手権　優勝多数（400MH、400Mリレー、1600Mリレー他）
  - 関東大学陸上競技連盟所属
- カヌー
  - 五輪出場　2回
  - ワールドカップ出場　多数
- バレーボール
  - 全国専門学校選手権　男子6連覇、女子7連覇
  - 関東専門学校リーグ戦　男子13連覇、女子17連覇
  - 関東専門学校選手権　男子7連覇、女子10連覇
  - 関東大学連盟加盟　9部から3部へストレート昇格
- バスケットボール
  - 全国専門学校選手権　男子3連覇、女子4連覇
  - 関東大学連盟所属
- サッカー
  - 全国専門学校選手権　優勝1回・準優勝4回
  - 天皇杯東京都予選専門学校代表　7年連続
  - 東京都社会人連盟所属
- ソフトボール
  - 日本リーグ2部出場　11年連続
  - 東京都専門学校春季大会　優勝12回
  - 東京都専門学校秋季大会　優勝12回
- バドミントン
  - 全国専門学校選手権　2年連続全種目優勝
  - 関東大学連盟所属

## 学術研究
- 文部科学省「成長分野等における中核的専門人材養成等の戦略的推進」事業採択（2014、2015年度）
- 研究誌『教育研究フォーラム』
- 日本健康スポーツ教育学会

## 関連人物
- 柴岡三千夫：校長兼学校法人タイケン学園グループ理事長
- 畑満秀：専任講師、ミュンヘン五輪・モントリオール五輪出場（カヌー競技）、五輪４大会連続（バルセロナ・アトランタ・シドニー・アテネ）で日本代表監督を務める。
- 白田美由希：卒業生、アテネ五輪出場（カヌー競技カヤックシングル500m準決勝7位）
- 杉町マハウ：卒業生、北京五輪出場（陸上400mハードル準決勝7位）、リオ五輪出場（陸上400mハードル準決勝8位）、世界選手権出場（2009年予選敗退、2011年準決勝7位、2013年準決勝6位）
- 松下桃太郎：卒業生、ロンドン五輪出場（カヌー競技カヤックシングル200m11位）
- 松本浩代：卒業生、女子プロレスラー
- ンダホ：卒業生、youtuber